# VEB Vestis
Der VEB Vestis (komplett VEB Leipziger Bekleidungswerke „Vestis“) war ein von 1952 bis 1992 in Leipzig  bestehender volkseigener Betrieb  der Bekleidungsindustrie.  

## Name, Standort

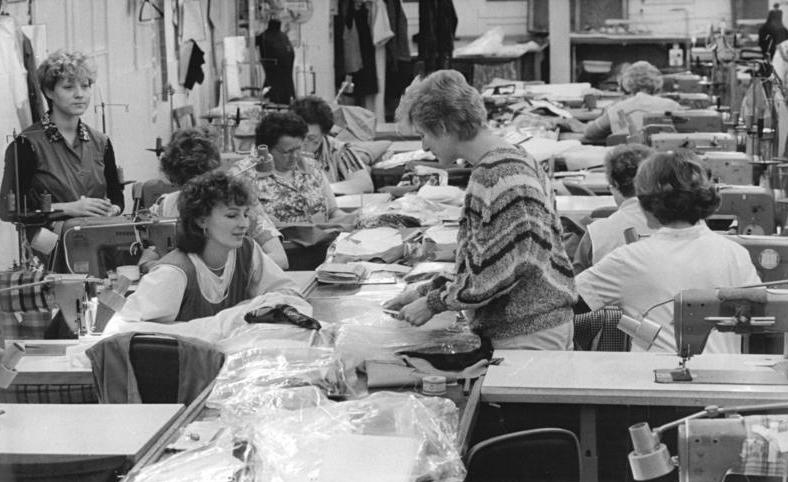
Produktion bei Vestis

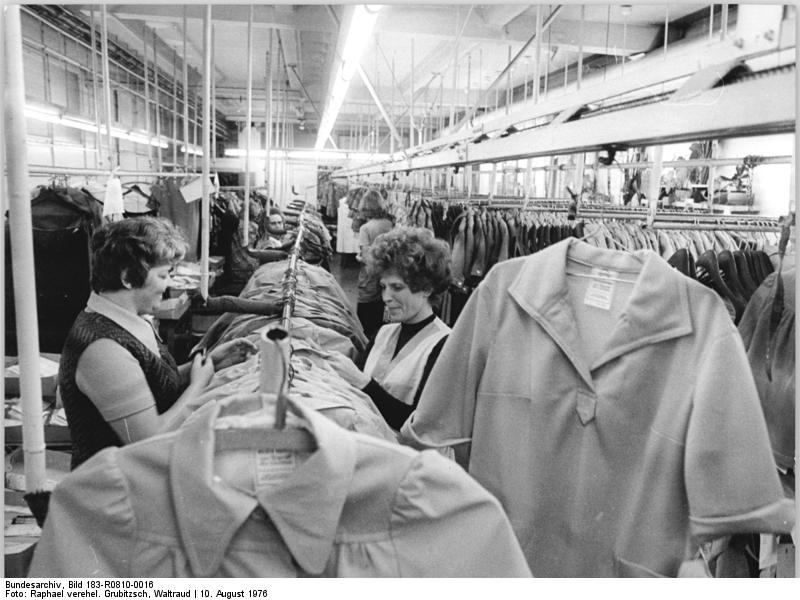
Endabnahme der Kleidung bei Vestis

Der lateinische Begriff „vestis“ bedeutet im deutschen Kleidung/Kleidungsstück. Der Produktionsstandort lag im Leipziger Stadtteil Plagwitz auf dem Gelände der 1871 gegründeten ehemaligen Chromo-Papier- und Cartonfabrik G. Najork & Co.

## Diverses
Seit 1956 wurde monatlich die 8-seitige Betriebszeitung Forum herausgegeben; sie wurde in der Zeitzer Druckerei „Fortschritt“ gedruckt. Inhalte waren unter anderem: Produktionssteigerungen und -Verbesserungen, Halbjahrespläne, die Partnerschaftsarbeit mit der Kiewer Nähfabrik „Smirnow Lastotschkin“ etc.
Nach offiziellen Angaben soll der Betrieb einen hohen Anteil an Frauen in verantwortlichen Funktionen gehabt haben: „Von den 40 Meistern des Betriebes sind 37 Frauen. 19 weibliche Ingenieure von insgesamt 27 stehen ihren männlichen Kollegen in keiner Weise nach.“ (1962)
1975 leisteten 90 FDJler von Vestis ihren Beitrag an dem Bau der Drushba-Trasse. An sieben Sonnabenden wurden von jungen Kleidungsfacharbeitern und Lehrlingen des letzten Lehrjahres Berufskleidung (Polycon-Kutten) für die Trassenarbeiter angefertigt.
1986 beteiligten sich auch die Mitglieder des Jugendmodeklubs von Vestis am Jugendmode-Wettbewerb der FDJ. Die Gestalter und Näherinnen bekamen ihre Entwicklungsthemen vom Kombinat Oberbekleidung Lößnitz und vom Modezentrum der Jugend Berlin. Angeblich wurden  60 Prozent der von ihnen entwickelten Modelle in die Produktion übernommen.
Nach dem Abbruch der Fabrikgebäude wurde auf dem Fabrikgelände am 18. April 1996  das Einkaufs- und Dienstleistungszentrum „Elster-Passage“ eröffnet.